# Andy Goldsworthy
Andy Goldsworthy (Cheshire, 26 juli 1956) is een Engelse beeldhouwer, fotograaf en land art kunstenaar.

## Leven en werk
Andy Goldsworthy groeide op aan de groene, Harrogate zijde van Leeds, West Yorkshire. Vanaf zijn dertiende jaar werkte hij als hulp op boerderijen. Hij hield van het boerenwerk met zijn vaste taken op vaste tijden, het routineuze karakter, hetgeen hij vergeleek met het werken aan een beeldhouwwerk: "Veel werk lijkt op het handmatig rooien van aardappels; je moet het ritme ervan te pakken krijgen."
Hij studeerde van 1974 tot 1975 aan het Bradford College of Art en van 1975 tot 1978 aan de Preston Polytechnic in Preston, Lancashire, waar hij ook zijn Bachelor of Arts haalde.
Na zijn studietijd woonde Goldsworthy in Yorkshire, Lancashire and Cumbria. In 1985 verhuisde hij naar Langholm in Dumfries and Galloway, Schotland en een jaar later naar het iets noordelijker gelegen Penpont. Er wordt wel gezegd dat zijn langzame trek naar het noorden te wijten was aan een zoektocht naar een andere manier van leven, die zich buiten zijn controle om voltrok, maar dat de gelegenheid zich steeds voordeed en de wens in deze streken te werken ook een economische achtergrond had. Hij leeft nog steeds in Schotland en creëert plaatsgebonden sculpturen en land art-objecten, die in een landschappelijke omgeving zijn ingebed. Zijn kunst maakt hij met gebruikmaking van natuurlijke en onmiddellijk voorhanden materialen. Zowel tijdelijke als permanente sculpturen, die het karakter van hun omgeving benadrukken. In 2000 werd Goldsworthy onderscheiden met een benoeming tot Officier in de Orde van het Britse Rijk.

## Musea en beeldenparken
Zijn werk is opgenomen in vele collecties van musea en beeldenparken, onder andere:
- Cass Sculpture Foundation, Goodwood, Engeland
- Courtauld Gallery in het Courtauld Institute of Art, Londen, Engeland
- Grizedale Forest, Lake District, Engeland
- Yorkshire Sculpture Park, West Yorkshire, Engeland
- Metropolitan Museum of Art, New York, Verenigde Staten
- Neuburger Museum of Art, Purchase, New York, Verenigde Staten
- San Francisco Museum of Modern Art, San Francisco, Verenigde Staten
- Storm King Art Center, Mountainville, New York, Verenigde Staten
- Smithsonian Institution, Washington D.C., Verenigde Staten

## Fotogalerij

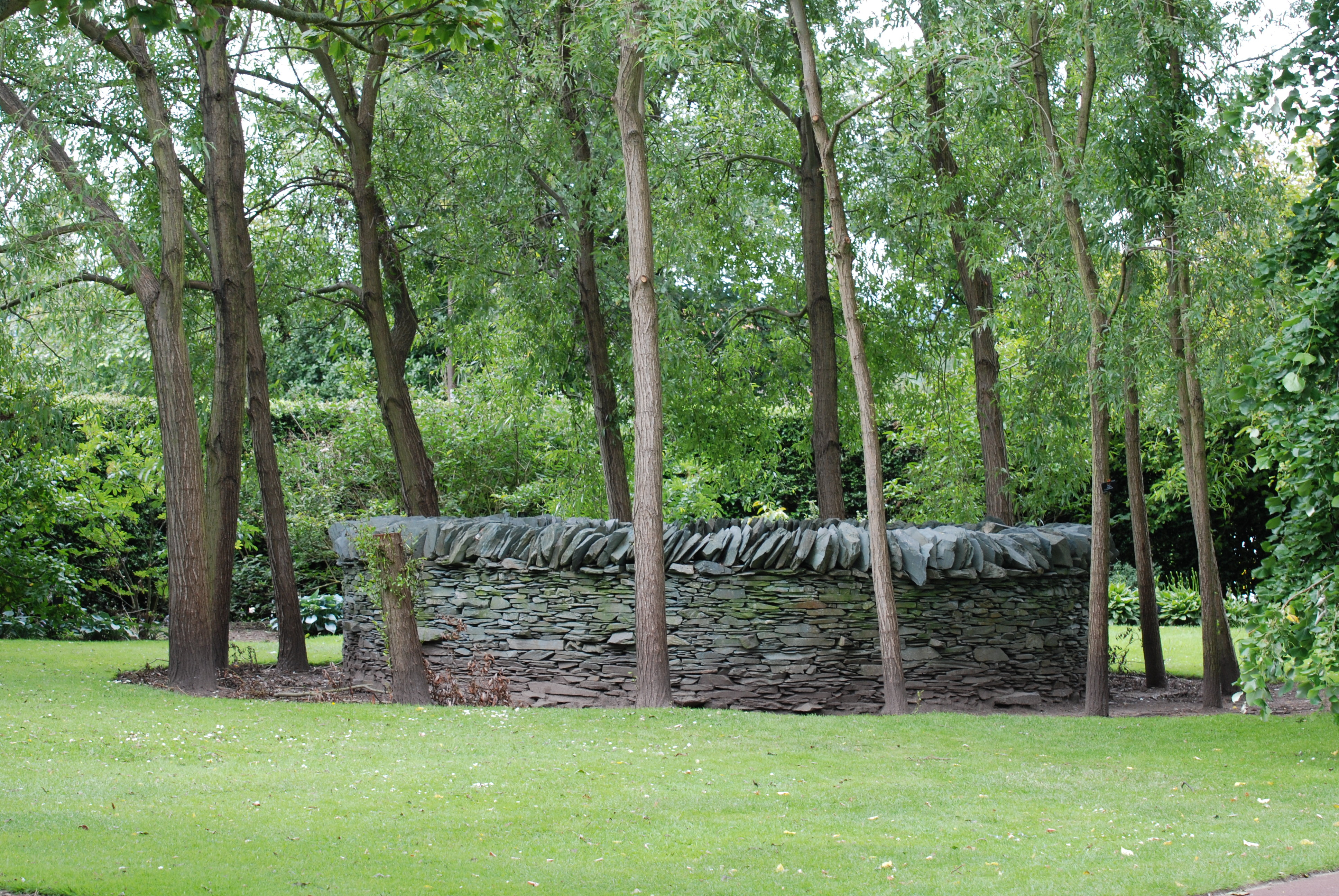
Royal Botanic Garden Edinburgh
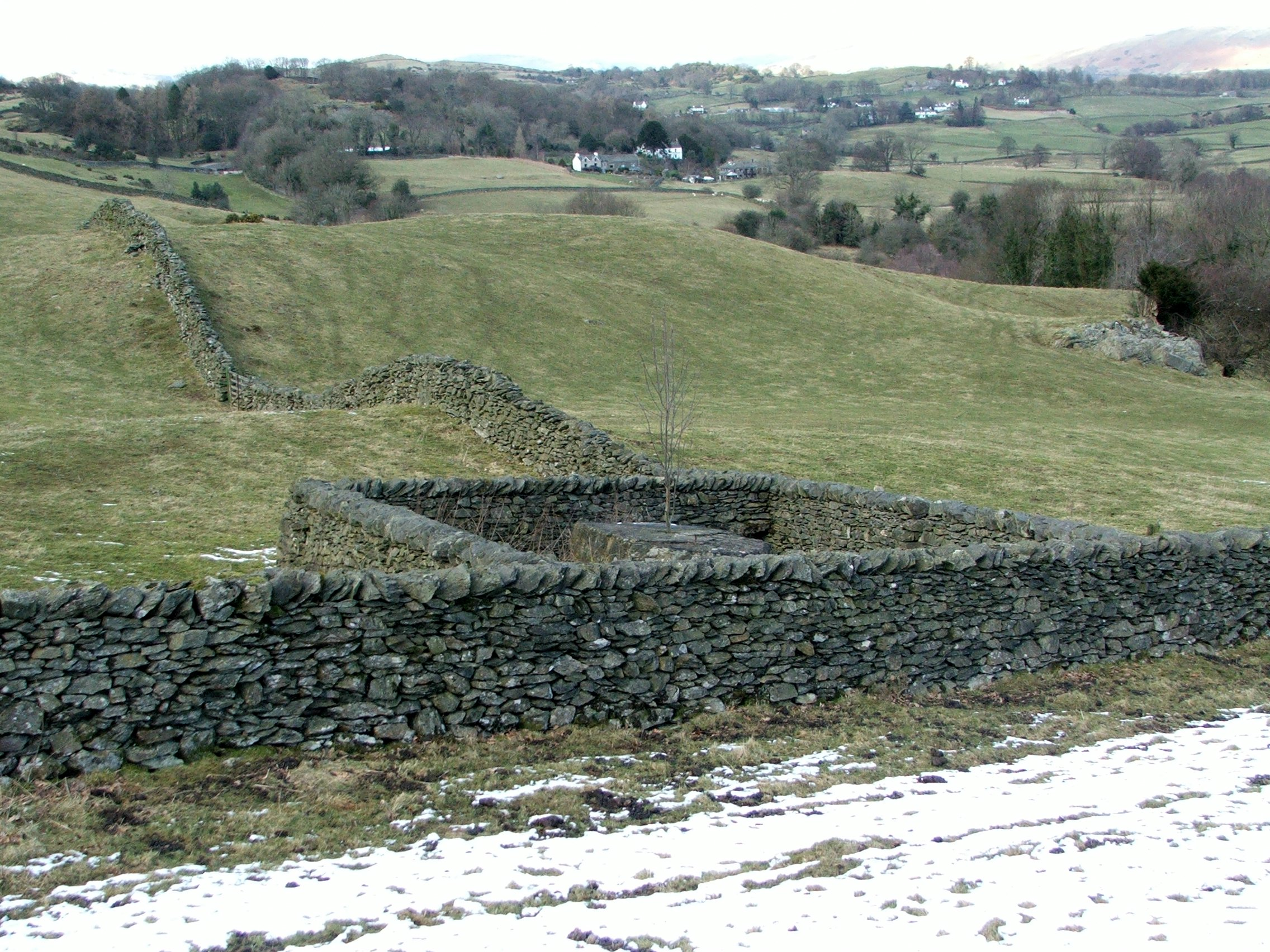
Fold 1, Lake District
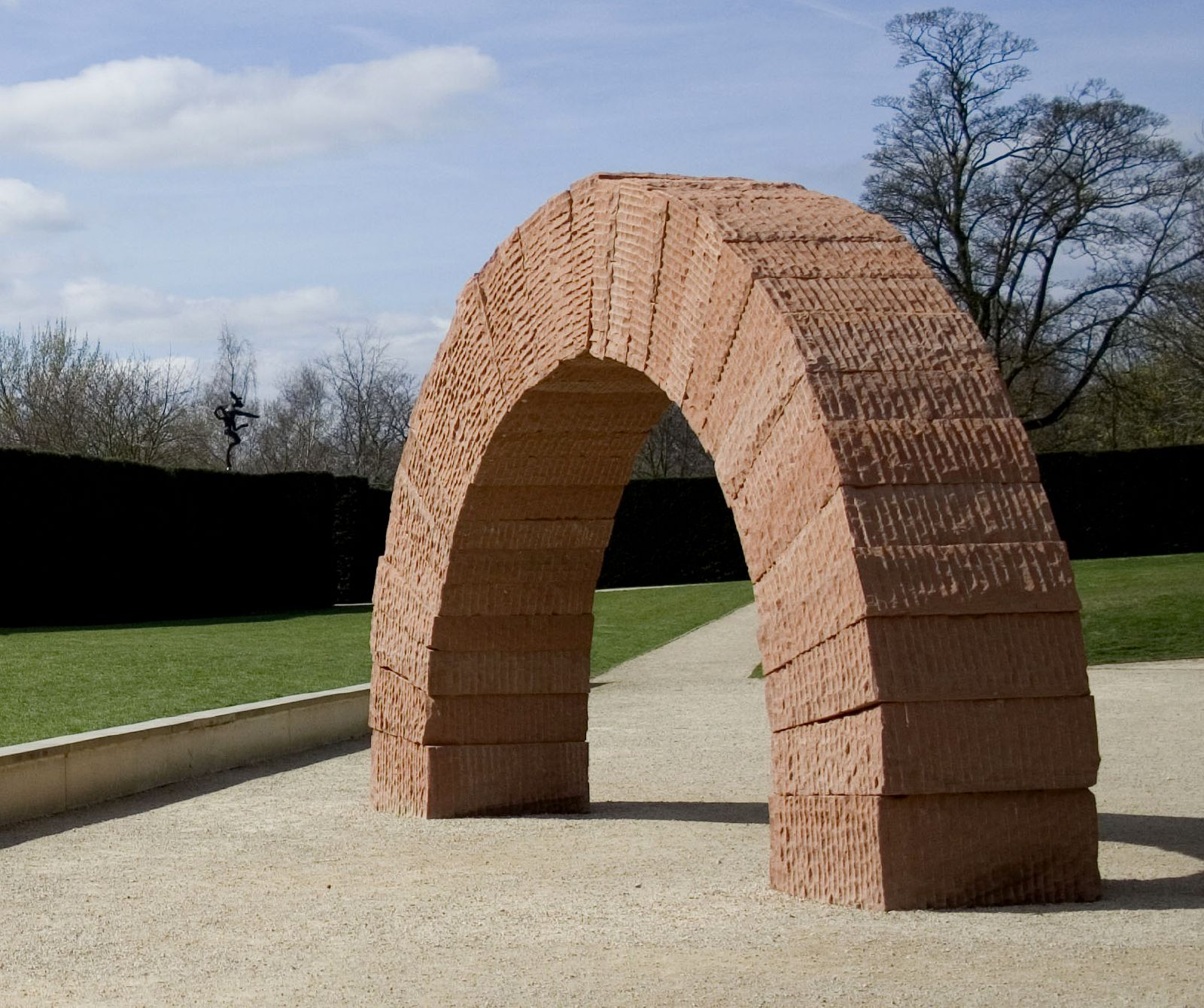
Striding Arch, Yorkshire Sculpture Park
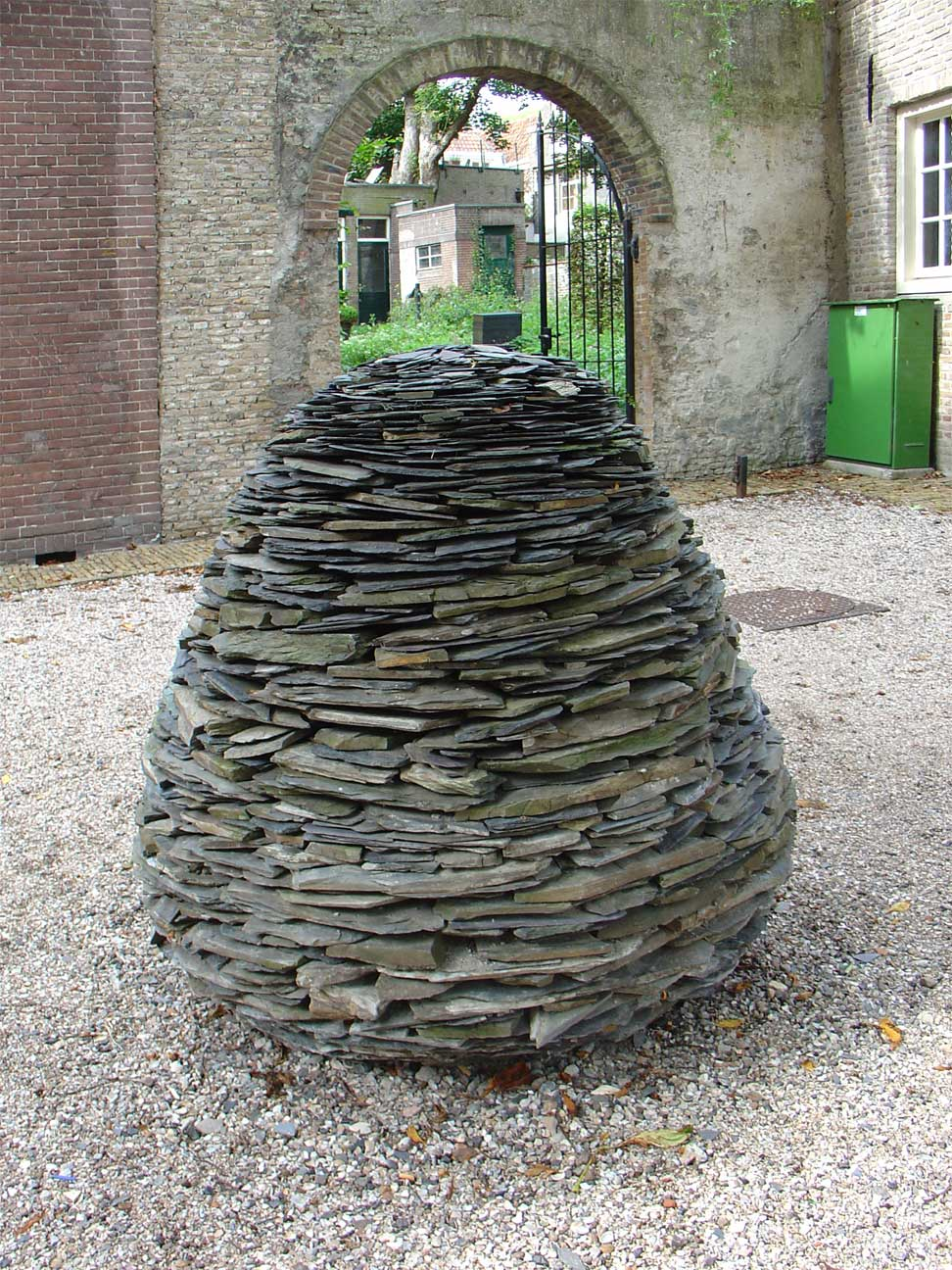
Cone in Gouda
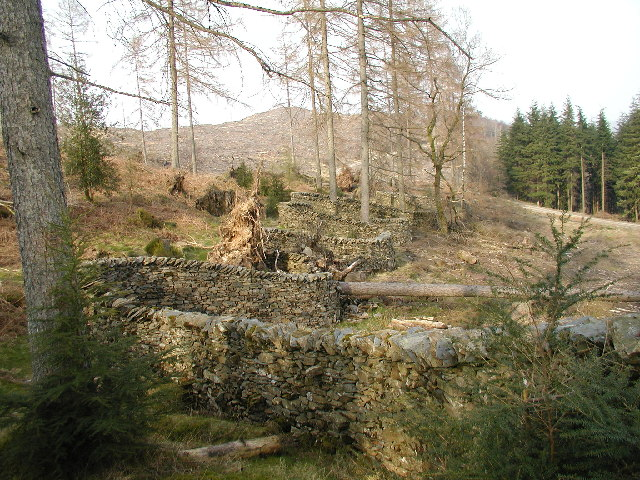
Talking a Wall for a Walk, Grizedale Forest, beschadigd tijdens het houthakken.